# Смирнов, Андрей Викторович (российский футболист)
Андре́й Ви́кторович Смирно́в (1 января 1980, Москва, СССР) — российский футболист, защитник.

## Карьера
Воспитанник ДЮСШ «Динамо» (Москва). За свою карьеру на профессиональном уровне в первенстве России сыграл свыше 300 матчей, из которых 110 — в первом дивизионе и 202 — во втором. В 2008 году в составе подольского «Витязя» дошёл до 1/8 финала Кубка России 2008/09.
С лета 2013 года играл в ивановском «Текстильщике». В начале 2015 года из-за семейных обстоятельств расторг контракт и завершил карьеру.

## Достижения
- Победитель второго дивизиона, зона «Центр» (1): 2007
- Победитель второго дивизиона, зона «Восток» (1): 2011/12
- Серебряный призёр второго дивизиона, зона «Запад» (1): 2013/14
- Бронзовый призёр второго дивизиона, зона «Центр» (3): 2004, 2005, 2009